# Melittia congoana
Melittia congoana is een vlinder uit de familie wespvlinders (Sesiidae), onderfamilie Sesiinae.
Melittia congoana is voor het eerst wetenschappelijk beschreven door Le Cerf in 1916. De soort komt voor in het Afrotropisch gebied.